# Граф Хау

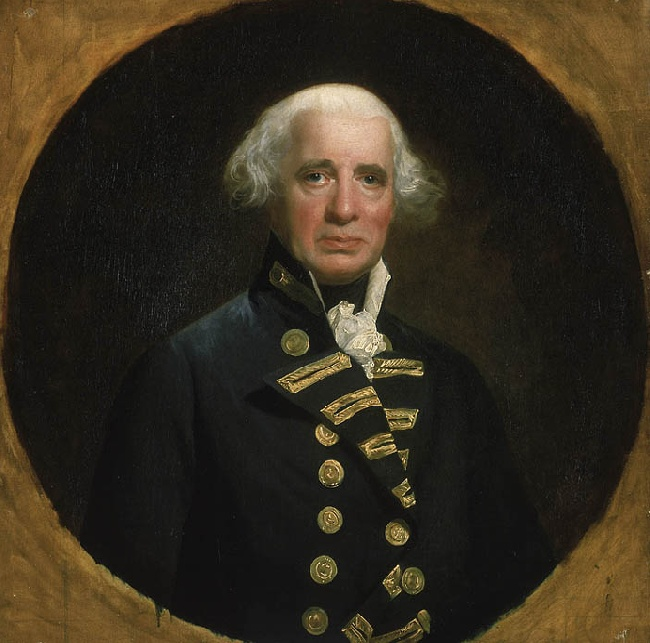
Ричард Хау, 1-й граф Хау (1726—1799)

Граф Хау (англ. Earl Howe) — наследственный титул, созданный дважды в британской истории для членов семей Хау и Керзон-Хау. Впервые графский титул в качестве Пэрства Великобритании был создан 19 августа 1788 года для британского адмирала Ричарда Хау (1726—1799) и прервался после его смерти в 1799 году. Вторично 15 июля 1821 года титул графа Хау в качестве Пэрства Соединённого королевства был воссоздан для Ричарда Керзона-Хау (1796—1870), лорда-камергера королевы Аделаиды (1830—1831, 1834—1837).

## Первая креация (1788)
Семья Хау происходит от Джона Гробхэма Хау (1626—1679) из Лангара в Ноттингемшире, депутата Палаты общин от Глостершира (1659, 1661—1679). Он женился на Аннабелле, внебрачной дочери Эммэньюэла Скрупа, 1-го графа Сандерленда (1584—1630). Их сын, Скруп Хау (1648—1713), был депутатом Палаты общин от Ноттингемшира (1673—1685, 1689—1691, 1710—1713). В 1701 году он стал пэром Ирландии, получив титулы барона Гленоулея и виконта Хау. Его сын, Эммэньюэл Скруп Хау, 2-й виконт Хау (1700—1735), был депутатом парламента от Ноттингемшира (1722—1732) и губернатором острова Барбадос (1733—1735). Он женился на Шарлотте, баронессе фон Кильмансэгге (1675—1725), племяннице короля Великобритании Георга I. В 1735 году 2-му виконту наследовал его сын, Джордж Хау, 3-й виконт Хау (1725—1758). Он был бригадиром британской армии и погиб в битве при Кариольоне в 1758 году.

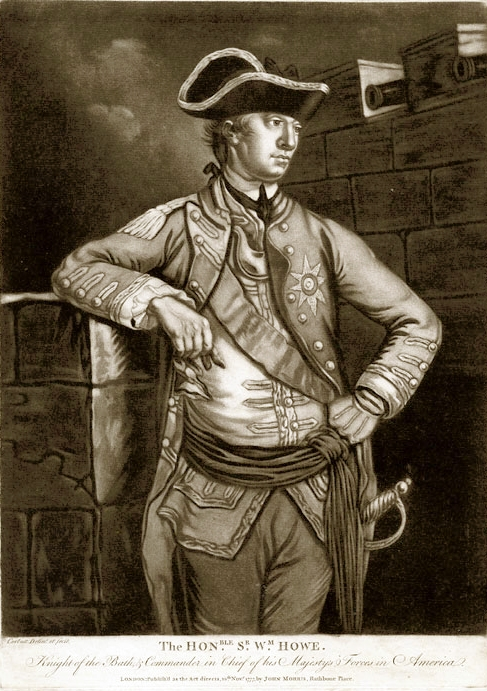
Уильям Хау, 5-й виконт Хау (1729—1814)

Его преемником стал его младший брат, Ричард Хау, 4-й виконт Хау (1726—1799). Он был крупным британским адмиралом. 1 июня 1794 года он одержал победу в сражении у острова Уэссан над французским флотом под командованием адмирала Тома Вилларе де Жуайёза. В 1782 году для него был создан титул виконта Хау из Лангара в графстве Ноттингемшир (Пэрство Великобритании), который давал его право заседать в Палате лордов. В 1788 году он получил титулы барона Хау из Лангара в графстве Ноттингемшир и графа Хау (Пэрство Великобритании). В 1799 году после смерти лорда Хау, не имевшего сыновей, титулы виконта Хау и графа Хау угасли. А баронский титул унаследовала его старшая дочь София Шарлотта Хау (1762—1835). Ирландские титулы получил Уильям Хау, 5-й виконт Хау (1729—1814), младший брат адмирала Ричарда Хау. Он был известным военным и государственным деятелем, являлся главнокомандующим британскими войсками в Северной Америке во время Войны колоний за независимость (1775—1778). В 1814 году после смерти Уильяма Хау титулы виконта Хау и барона Гленоулея прервались.

## Вторая креация (1821)
Вышеупомянутая леди София Шарлотта Хау (1762—1835), ставшая в 1799 году 2-й баронессой Хау, вышла замуж за достопочтенного Пенна Керзона, депутат парламента от Клайтеро. Он был единственным сыном Ашетона Керзона (1730—1820), второго сына Натаниэла Керзона, 4-го баронета из Кедлстона (предок Джорджа Керзона, 1-го маркиза Керзона из Кидлстона, баронов и виконтов Скардейл). Эштон Керзон заседал в Палате общин от Клайтеро (1754—1780, 1792—1794). В 1794 году для него был создан титул барона Керзона из Пенна в графстве Бакингемшир (Пэрство Великобритании). В 1802 году он получил титул виконта Керзона из Пенна в графстве Бакингемшир (Пэрство Соединённого королевства). В 1820 году лорду Керзону наследовал его внук, Ричард Керзон-Хау, 2-й виконт Керзон (1796—1870), единственный сын Пенна Керзона и леди Керзон-Хау. В следующем 1821 году Ричард Керзон, получив королевское разрешение, принял дополнительную фамилию «Хау». В том же году для него был возрожден титул графа Хау (Пэрство Соединённого королевства). В 1835 году после смерти своей матери он унаследовал титул 3-го барона Хау. Его преемником стал его старший сын, Джордж Керзон-Хау, 2-й граф Хау (1821—1876). Он был членом консервативной партии и заседал в Палате общин Великобритании от Южного Лестершира (1857—1870).
2-й граф Хау скончался, не оставив мужского потомства. Графский титул перешел к его младшему брату, Ричарду Керзону-Хау, 3-му графу Хау (1822—1900). Он был генералом британской армии, а также лордом-лейтенантом Лестершира (1888—1900). Его старший сын, Ричард Джордж Пенн Керзон, 4-й граф Хау (1861—1929), был консервативным политиком, он занимал посты казначея Хаусхолда (1896—1900), лорда в ожидании (1900—1903) и лорда-камергера королевы Александры (1903—1925). В 1929 году ему наследовал его старший сын, Фрэнсис Керзон, 5-й граф Хау (1884—1964). Он был депутатом-консерватором Палаты общин от Южного Баттерси (1819—1929) и известным автогонщиком. Его единственный сын, Эдвард Керзон, 6-й граф Хау (1908—1984), был женат и имел только четырех дочерей, но сыновей у него не было.

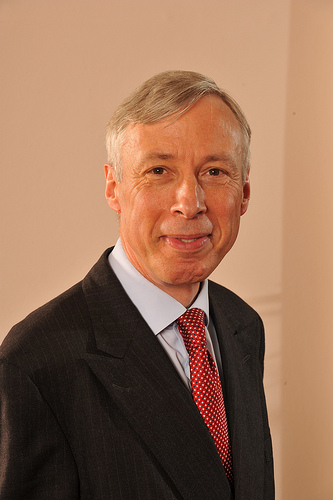
Фредерик Ричард Пенн Керзон, 7-й граф Хау (род. 1951)

В 1984 году ему наследовал троюродный брат, Фредерик Ричард Пенн Керзон, 7-й граф Хау (род. 1951), который являлся современным обладателем графского титула. Он был единственным сыном актёра Джорджа Керзона (1898—1976), сына достопочтенного Фредерика Грэма Керзона-Хау (1868—1920), второго сына 3-го графа Хау. В 1991—1997 годах лорд Хау занимал ряд постов в правительстве консерваторов Джона Мейджера (лорд-в-ожидании в 1991—1992 годах, парламентский заместитель министра сельского хозяйства в 1992—1995 годах, парламентский заместитель министра обороны в 1995—1997 годах). В 1999 году лорд Хау стал одним из 90 избранных наследственных пэров, которые сохранили свои места в Палате лордов после принятия верхней палатой акта о пэрах 1999 года.

## Другие известные представители семьи Керзон-Хау
- Достопочтенный Фредерик Хау (1823—1881), капитан королевского флота, третий сын 1-го графа Хау;
- Достопочтенный Эрнест Джордж Хау (1828—1885), полковник британской армии, шестой сын 1-го графа Хау;
- Достопочтенный сэр Лестер Смит (1829—1891), генерал-лейтенант британской армии, губернатор Гибралтара (1890—1891), седьмой сын 1-го графа Хау. В 1866 году принял фамилию «Смит»;
- Достопочтенный Монтегю Керзон (1846—1907), полковник стрелковой бригады, депутат Палаты общин от Северного Лестершира (1883—1885), восьмой сын 1-го графа Хау;
- Достопочтенный сэр Эштон Керзон-Хау (1850—1911), британский адмирал, главнокомандующий атлантического флота (1907—1908) и средиземноморского флота (1908—1910), девятый (младший) сын 1-го графа Хау;
- Чарльз Лестер Эштон Сент-Джон Керзон-Хау (1894—1941), капитан королевского флота, старший сын предыдущего;
- Леди Мэри Энн Керзон (1848—1929), единственная дочь 1-го графа Хау от второго брака, супруга Джеймса Гамильтона, 2-го герцога Аберкорна (1838—1913);
- Леди Синтия Гамильтон (1897—1972), дочь Джеймса Гамильтона, 3-го герцога Аберкорна, внучка предыдущей, супруга Альберта Спенсера, 7-го графа Спенсера, и бабушка Дианы, принцессы Уэльской;
- Джордж Керзон (1898—1976), британский коммандер и актёр, сын достопочтенного Фредерика Грэма Керзона-Хау, второго сына 3-го графа Хау.

Родовая резиденция графов Хау — Пенн-хаус в деревне Пенн в графстве Бакингемшир.

## Виконты Хау (1701)
- 1701—1713: Скруп Хау, 1-й виконт Хау (ноябрь 1648 — 26 января 1713), сын Джона Гробхэма Хау (1625—1679);
- 1713—1735: Эммэньюэл Скруп Хау, 2-й виконт Хау (ок. 1700 — 29 марта 1735), сын предыдущего;
- 1735—1758: Джордж Хау, 3-й виконт Хау (ок. 1725 — 6 июля 1758), старший сын предыдущего;
- 1758—1799: Ричард Хау, 4-й виконт Хау (19 марта 1726 — 5 августа 1799), младший брат предыдущего, барон Хау и граф Хау с 1788 года.

## Графы Хау, первая креация (1788)
- 1788—1799: Ричард Хау, 1-й граф Хау (19 марта 1726 — 5 августа 1799), второй сын Эммэньюэла Скрупа Хау, 2-го виконта Хау.

## Виконты Хау (1701)
- 1799—1814: Уильям Хау, 5-й виконт Хау (10 августа 1729 — 12 июля 1814), младший (третий) сын Эммэньюэла Скрупа Хау, 2-го виконта Хау.

## Бароны Хау (1788)
- 1788—1799: Ричард Хау, 1-й граф Хау (19 марта 1726 — 5 августа 1799), второй сын Эммэньюэла Скрупа Хау, 2-го виконта Хау;
- 1799—1835: София Шарлотта Керзон, 2-я баронесса Хау (19 февраля 1762 — 3 декабря 1835), старшая дочь предыдущего;
- 1835—1870: Ричард Уильям Керзон-Хау, 1-й граф Хау, 2-й виконт Керзон и 3-й барон Хау (11 декабря 1796 — 12 мая 1870), третий сын предыдущей.

## Виконты Керзон (1802)
- 1802—1820: Ашетон Керзон, 1-й виконт Керзон (2 февраля 1730 — 21 марта 1820), сын Натаниэла Керзона, 4-го баронета (1676—1758);
- 1820—1870: Ричард Уильям Керзон-Хау, 2-й виконт Керзон (11 декабря 1796 — 12 мая 1870), третий сын Пенна Ашетона Керзона (ум. 1797) и Софии Шарлотты Керзон, 2-й баронессы Хау, внук Ашетона Керзона, 1-го виконта Керзона, граф Хау с 1821 года.

## Графы Хау, вторая креация (1821)

Герб графов Хау

- 1821—1870: Ричард Уильям Керзон-Хау, 1-й граф Хау (11 декабря 1796 — 12 мая 1870), третий сын Пенна Эштона Керзона (ум. 1797) и Софии Шарлотты Керзон, 2-й баронессы Хау, внук Эштона Керзона, 1-го виконта Керзона;
- 1870—1876: Джордж Огастес Фредерик Льюис Керзон-Хау, 2-й граф Хау (16 января 1821 — 4 февраля 1876), старший сын предыдущего от первого брака;
- 1876—1900: Ричард Уильям Пенн Керзон-Хау, 3-й граф Хау (14 февраля 1822 — 25 сентября 1900), младший брат предыдущего, второй сын 1-го графа Хау от первого брака;
- 1900—1929: Ричард Джордж Пенн Керзон, 4-й граф Хау (28 апреля 1861 — 10 января 1929), старший сын предыдущего;
- 1929—1964: Фрэнсис Ричард Генри Пенн Керзон, 5-й граф Хау (1 мая 1884 — 26 июля 1964), единственный сын предыдущего;
- 1964—1984: Эдвард Ричард Эштон Керзон, 6-й граф Хау (7 августа 1908 — 29 мая 1984), единственный сын предыдущего от первого брака;
- 1984 — настоящее время: Фредерик Ричард Пенн Керзон, 7-й граф Хау (род. 29 января 1951), единственный сын Джорджа Уильяма Пенна Керзона (1898—1976), внук Фредерика Грэма Керзона (1868—1920), правнук 3-го графа Хау;
  - Наследник: Томас Эдвард Пенн Керзон, виконт Керзон (род. 22 октября 1994), единственный сын предыдущего.